# 大韓帝國海軍
大韩帝国海军是大韓帝國的海上軍队。

## 概要

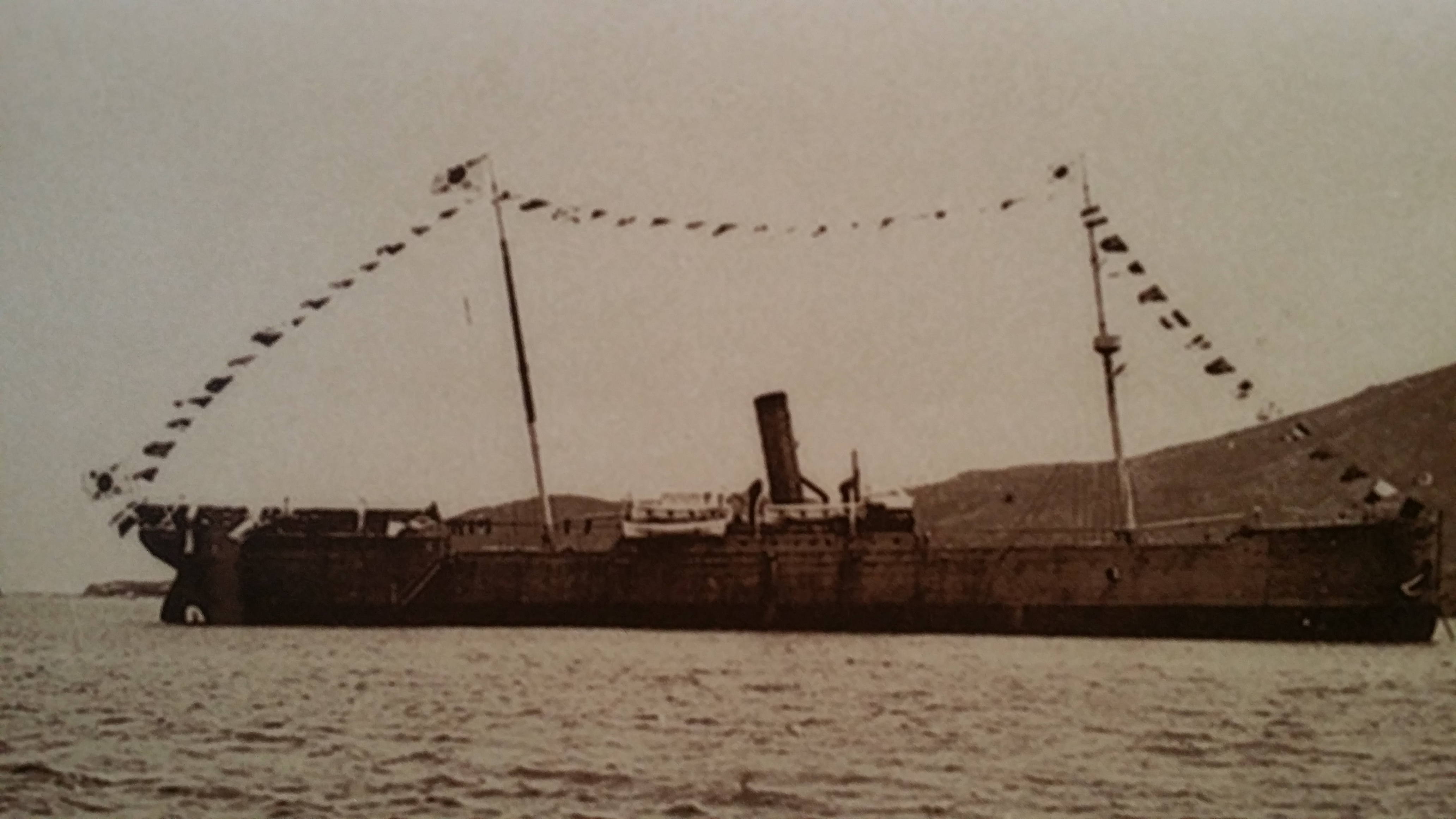
揚武號

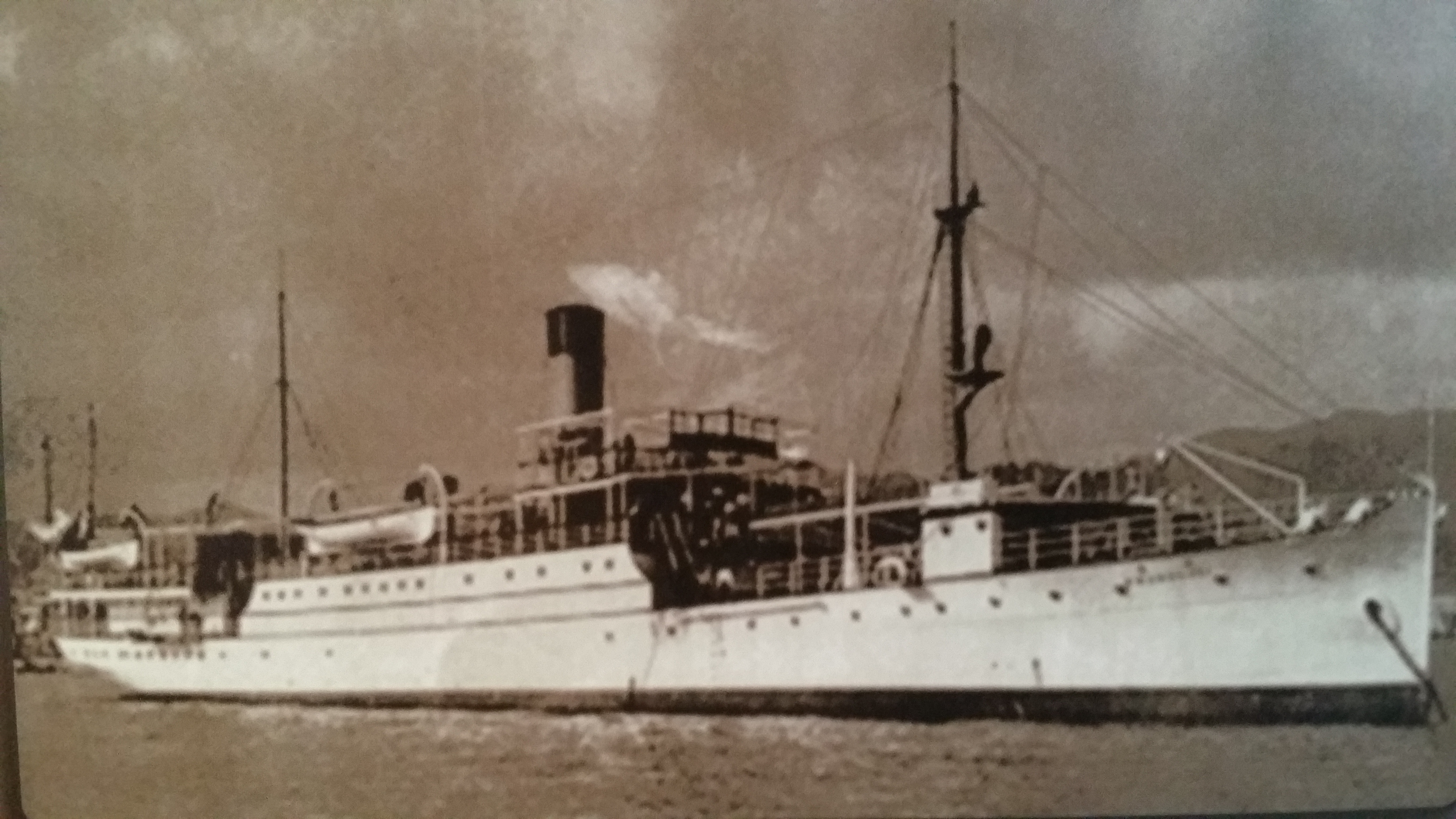
廣濟號

大韓帝國基本法典《大韩国国制》第5条「大韩皇帝拥有对国内陸軍、海軍下达統率、制定編制、戒严解戒命令」。大韓帝國海軍有朝鲜王朝时期的揚武和廣濟號等。
1907年7月24日，日本与丁未七贼签订《第三次日韩协约》。大韩帝国名存实亡。8月1日，大韩帝国军被日本强行解散。

## 歷任艦長
- 慎順晟（朝鲜语：신순성）（初代）

## 解散
1907年7月31日朝鲜纯宗下令解散。 